# Preußische ES 9 bis ES 19
Mit der ES 9 bis ES 19 gaben die Preußischen Staatsbahnen die erste in Serie gefertigte Schnellzugelektrolok in Auftrag. Sie konnte jedoch auf Grund des einsetzenden Krieges keine größere Stückzahl mehr erreichen. Die Deutsche Reichsbahn ordnete die Lokomotiven 1925 in die Baureihe E 01 ein.

## Geschichte
Anfang 1914 wurde mit der Lieferung der Lokomotiven begonnen, die bis zu ihrem Abschluss 1922 nur sehr unstetig stattfand. Mit Kriegsausbruch wurden die bisher drei betriebsbereiten Maschinen von Halle nach Schlesien überführt, wo der elektrische Betrieb vom Bw Nieder Salzbrunn aus fortgeführt wurde. Die Baureihe war eigentlich nicht für derartig anspruchsvolle Strecken konzipiert und das Personal hatte ihre gesamte Einsatzzeit über immer wieder mit Verschleißerscheinungen zu kämpfen, zumal die Werkstoffqualität während des Krieges erheblich abgenommen hatte.
Mit Wiederaufnahme des Betriebes im elektrifizierten Netz in Mitteldeutschland wurde die nun vollständige Baureihe in ihr angestammtes Gebiet zurückversetzt. Zehn Maschinen erlebten 1926 noch die Umzeichnung zur E 01, doch das Ende des Einsatzes dieser Loks war infolge der gestiegenen Zuglängen und der damit einhergehenden Überforderung absehbar. In den Jahren 1926 bis 1929 musterte die Deutsche Reichsbahn die Lokomotiven aus. Einige Lokomotiven dienten noch als Ersatzteilspender für die Personenzuglokomotiven preußischen EP 202 bis EP 208 (DR-Baureihe E 30), die baugleiche Fahrmotoren besaßen. Museal blieb keine Lokomotive erhalten.

## Konstruktive Merkmale
In den seit 1911 laufenden Versuchen hatte die Bahndirektion Halle mit unterschiedlichsten Achsanordnungen bei Elektrolokomotiven experimentiert. Man wählte für eine erste Serie eine dreifach gekuppelte Konstruktion, um effektive Energieübertragung auf die Schiene und Laufruhe vereinen zu können.